# Lejla Kalamujić
Lejla Kalamujić (geboren 1980 in Sarajevo, SFR Jugoslawien) ist eine bosnische Schriftstellerin.

## Leben
Lejla Kalamujić studierte Philosophie und Soziologie an der Universität Sarajevo. Ihre erste Kurzgeschichtensammlung erschien 2008 unter dem Titel Anatomija osmijeha, eine zweite 2015. Beide Bände wurden auch in andere Sprachen übersetzt.

## Werke
- Anatomija osmijeha. Zoro, Sarajevo 2009.
- Zovite me Esteban. 2015.
  - Nennt mich Esteban. Übersetzung Marie Alpermann. eta Verlag, Berlin 2020, ISBN 978-3-9819998-5-3.
- Ljudožderka ili kako sam ubila svoju porodicu. Theaterstück. 2017
  - Die Menschenfresserin oder wie ich meine Familie umbrachte. Deutsches Theater Berlin, 2018
- Požuri i izmisli grad. 2021.
  - Denk dir die Stadt. Übersetzung Marie Alpermann. eta Verlag, Berlin 2022, ISBN 978-3-949249-11-2.